# 21415 Нікобреннер
21415 Нікобреннер (21415 Nicobrenner) — астероїд головного поясу, відкритий 20 березня 1998 року.
Тіссеранів параметр щодо Юпітера — 3,488.